# 變色深水三鰭䲁
變色深水三鰭䲁（學名：Forsterygion varium），為輻鰭魚綱䲁形目三鰭䲁科深水三鰭䲁屬的一個種，分布於西南太平洋澳洲塔斯馬尼亞及紐西蘭海域，深度0至33公尺，本魚呈圓柱狀，後側扁平，嘴巴向上傾斜，眼眶上具有觸鬚，側線不連續，身體有七條紅褐色至黑色的垂直馬鞍帶，背鰭3個，背鰭硬棘26-32枚、背鰭軟條12-16枚，體長可達13公分，棲息在岩石底質的潮間帶，雌魚產附著性卵在藻類築的巢，雄魚會守護卵，幼魚為浮游性，生活習性不明。